# نخستین جنگ استقلال ایتالیا
نخستین جنگ استقلال ایتالیا (ایتالیایی: Prima guerra d'indipendenza italiana) جنگی بود که در سال‌های ۱۸۴۸ تا ۴۹ میان پادشاهی ساردنی و امپراتوری اتریش درگرفت. این جنگ در مناطق کوستوزا و نووارا شدید تر بود و نهایتاً اتریشی‌ها در آن پیروز شدند. این جنگ بخشی از انقلاب سال ۱۸۴۸ ایتالیا نیز بحساب می‌آید.

## انقلاب ۱۸۴۸
این انقلاب شورش‌های سازمان‌یافته‌ای بود که ساکنان شبه جزیره ایتالیا و سیسیل تحت رهبری روشنفکران و کسانی که خواهان یک حکومت لیبرال بودند انجام شد. ناسیونالیست‌های ایتالیایی در این انقلاب تلاش می‌کردند تا سلطه واپسگرایانه اتریش بر کشورشان را پایان دهند. در این برهه ایتالیا یک کشور متحد نبود بلکه بخش‌ها و ایالت‌های مختلفی را شامل می‌شد. ایالت‌های شمالی تحت سلطه امپراتوری اتریش بود. تمایل به آزادی از حاکمیت خارجی و رهبری محافظه کار اتریشی‌ها باعث شد که ایتالیایی‌ها گام‌های اولیه برای بیرون کردن اتریش از سرزمینشان را بردارند. نخستین گام این انقلاب توسط ایالت پیه دومونت یکی از چهار ایالتی که اتریشی‌ها به ساکنانش حقوق لیبرالی داده بودند برداشته شد. علاوه بر این قیام‌ها در پادشاهی لومباردی ونه تیا به‌طور خاص در میلان اتریشی‌ها را وادار کرد تا به کوادریلاته رو عقب‌نشینی کنند.
در سال ۱۸۴۸ شورش‌های مختلفی در سراسر اروپا از جمله در ایتالیا بوقوع پیوست. در مناطق تحت کنترل اتریش یعنی پادشاهی لومباردی ونه تیا و میلان و ونیز شورش‌هایی وجود داشت. پادشاهی ساردینی تصمیم گرفت تا این لحظات را در یابد و علیه امپراتوری اتریش اعلام جنگ کرد. این پادشاهی با کمک ایالت پاپال و سیسیل اتریشی‌ها را مجبور به عقب‌نشینی کرد و آنها سرزمین‌های تحت کنترلشان در این کشور را از دست دادند.

## جنگ

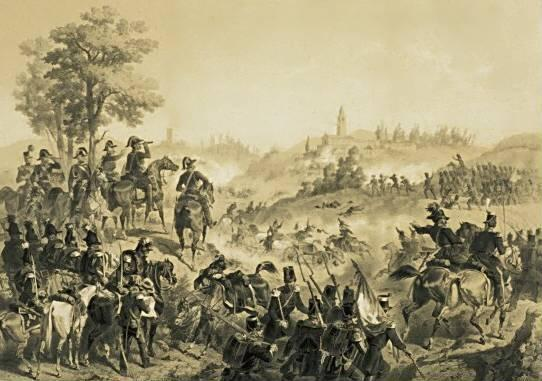
نبرد Pastrangeo

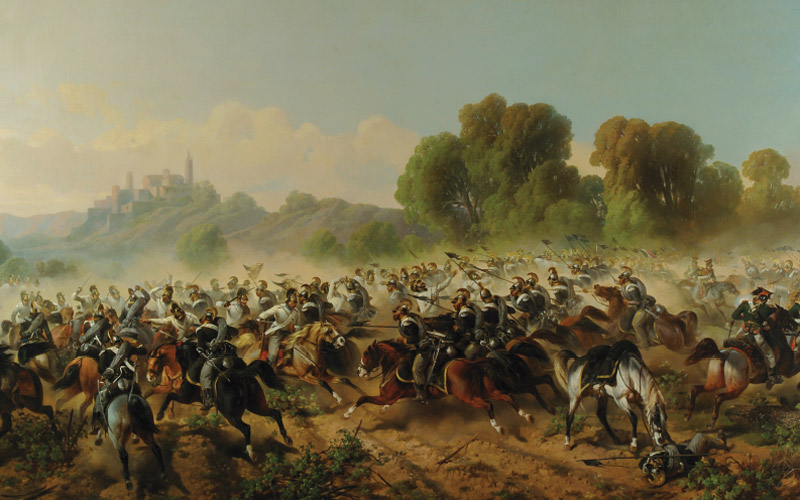
نبرد کوستوزا

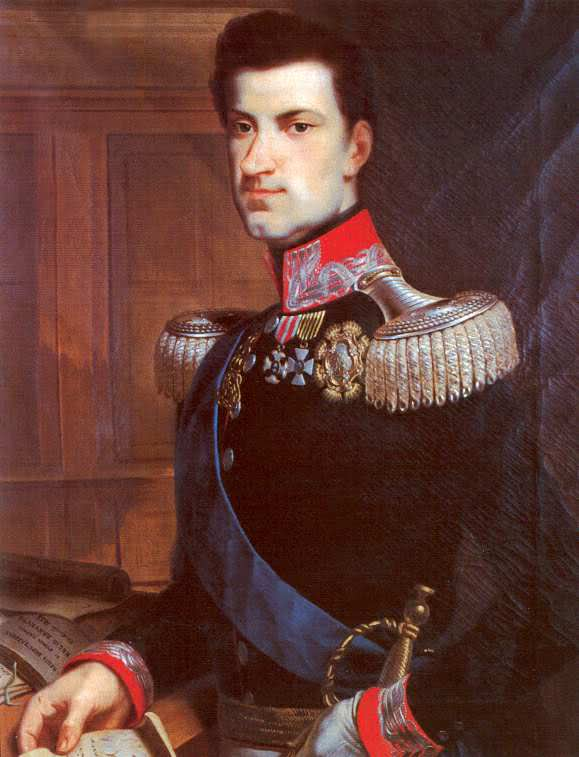
کارل آلبرت

نیروهایی که در این جنگ شرکت داشتند شامل دو سپاه و یک لشکر با ۱۲۰۰۰ سرباز بود. بهترین یکان‌های موجود در این جنگ یکان توپخانه و سواره نظام بودند. در ۲۱ مارس دوک توسکانی نیز اعلام کرد که علیه اتریش در این جنگ شرکت می‌کند. او ۶۷۰۰ سرباز داشت. ارتش پاپال هم نیروی مشابهی داشت که توسط بسیاری از رزمندگان داوطلب حمایت می‌شد. در ۲۵ مارس پیشقراولان سپاه دوم وارد میلان شدند.

## پیروزی اتریش
در سال ۱۸۴۸ که بعنوان سال انقلاب‌ها شناخته می‌شود انقلابیون از هر حرکتی در کشورهای اروپایی بجز بریتانیا و روسیه که قصد ایجاد حکومتی مشروطه داشتند حمایت می‌کرد. در این سال فرانسوی‌ها وارد نخستین جنگ استقلال ایتالیا نشدند. اگرچه در ابتدا ارتش اتریش در ۲۹ مه در منطقه کورتاتون سپاهیان ایتالیا را شکست داد ولی نیروهای مقاومت تجدید سازماندهی کردند و نبرد گویتو را یک روز بعد به نفع خود تمام کردند.
بعد از شکست‌های دیگری که به سربازان استقلال طلب ایتالیا در نوارا، ورچلی، تورین و برسیا وارد شد این مناطق مجدداً به تصرف سپاه اتریش درآمد و نهایتاً در ششم اوت سال ۱۸۴۹ کارل آلبرت به نفع پسرش ویکتور امانوئل از قدرت کناره‌گیری کرد و با اتریش قرار داد صلح امضا کرد و ۶۵ میلیون فرانک نیز به اتریش غرامت داد.